# Cmentarz św. Katarzyny w Braniewie
Cmentarz św. Katarzyny w Braniewie (niem. Katharinenfriedhof) – zabytkowy cmentarz katolicki w Braniewie, założony w XIX w., zlikwidowany w latach 50.–60. XX wieku.

## Powstanie i historia cmentarza św. Katarzyny

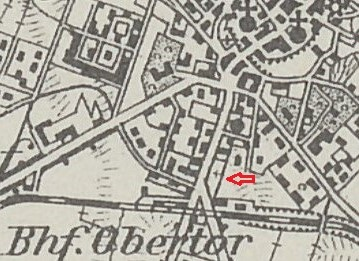
Cmentarz na mapie z 1939 roku

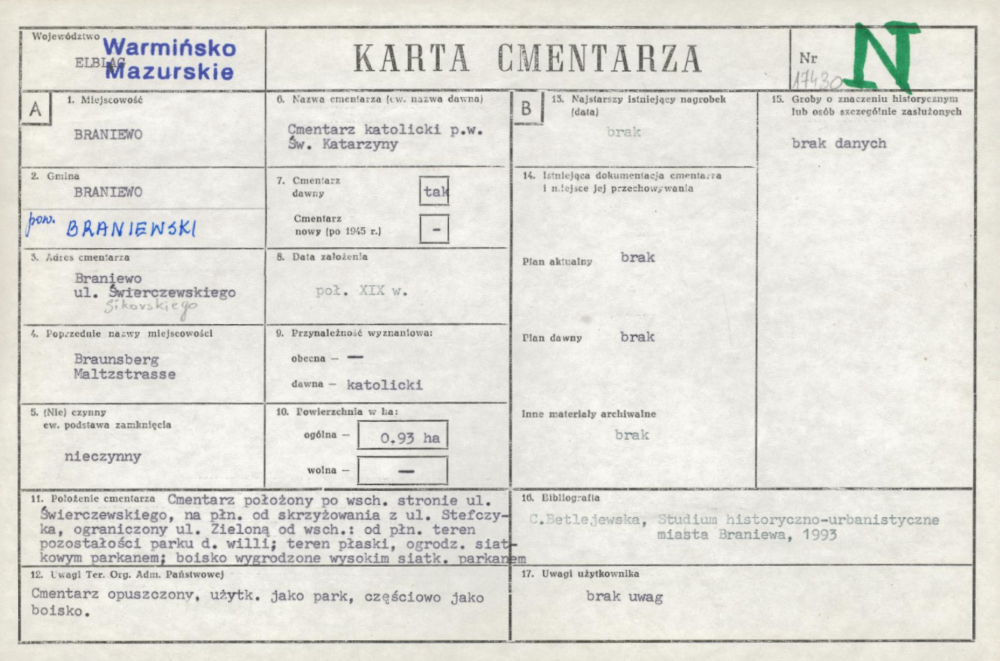
Karta cmentarza NID

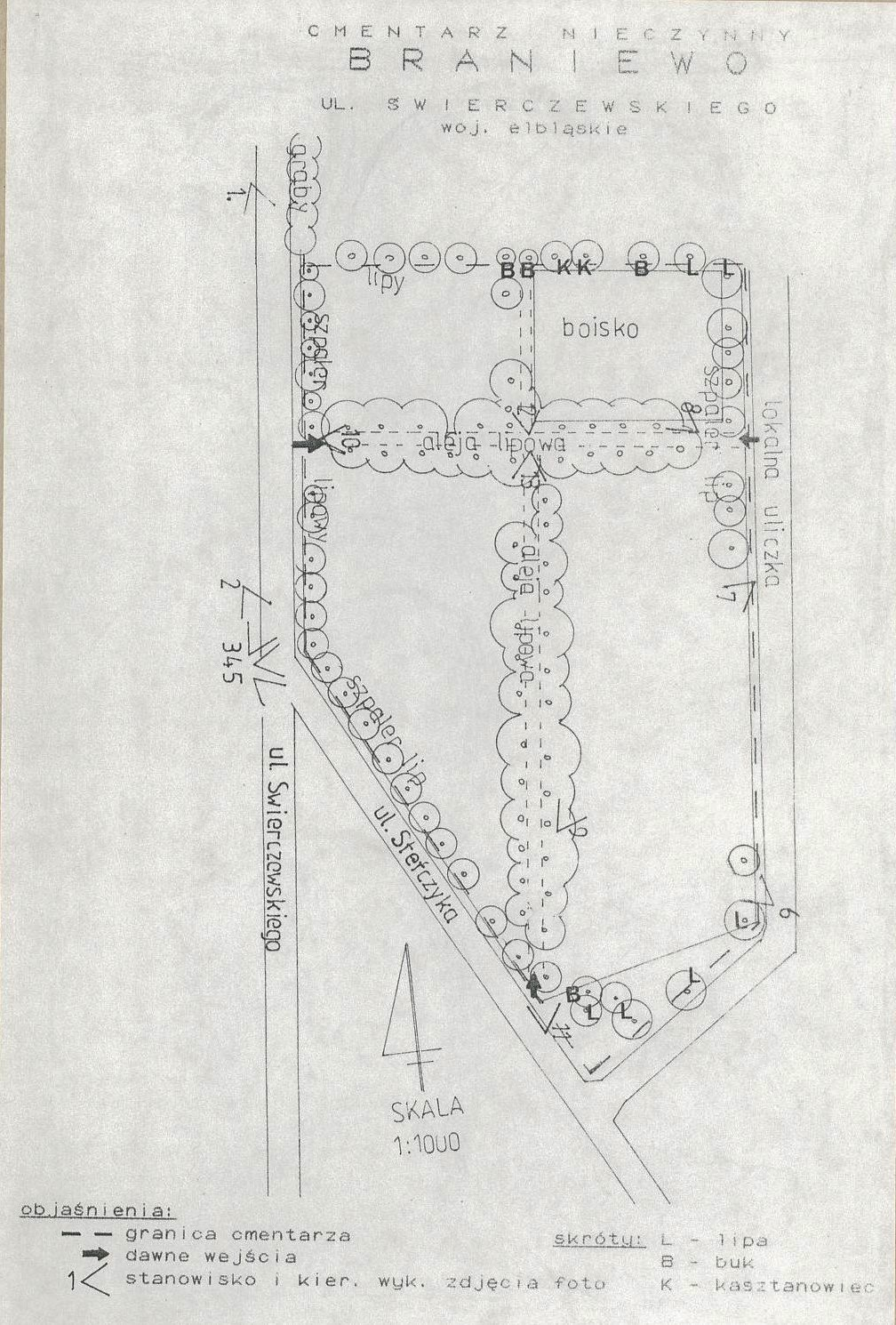
Plan cmentarza

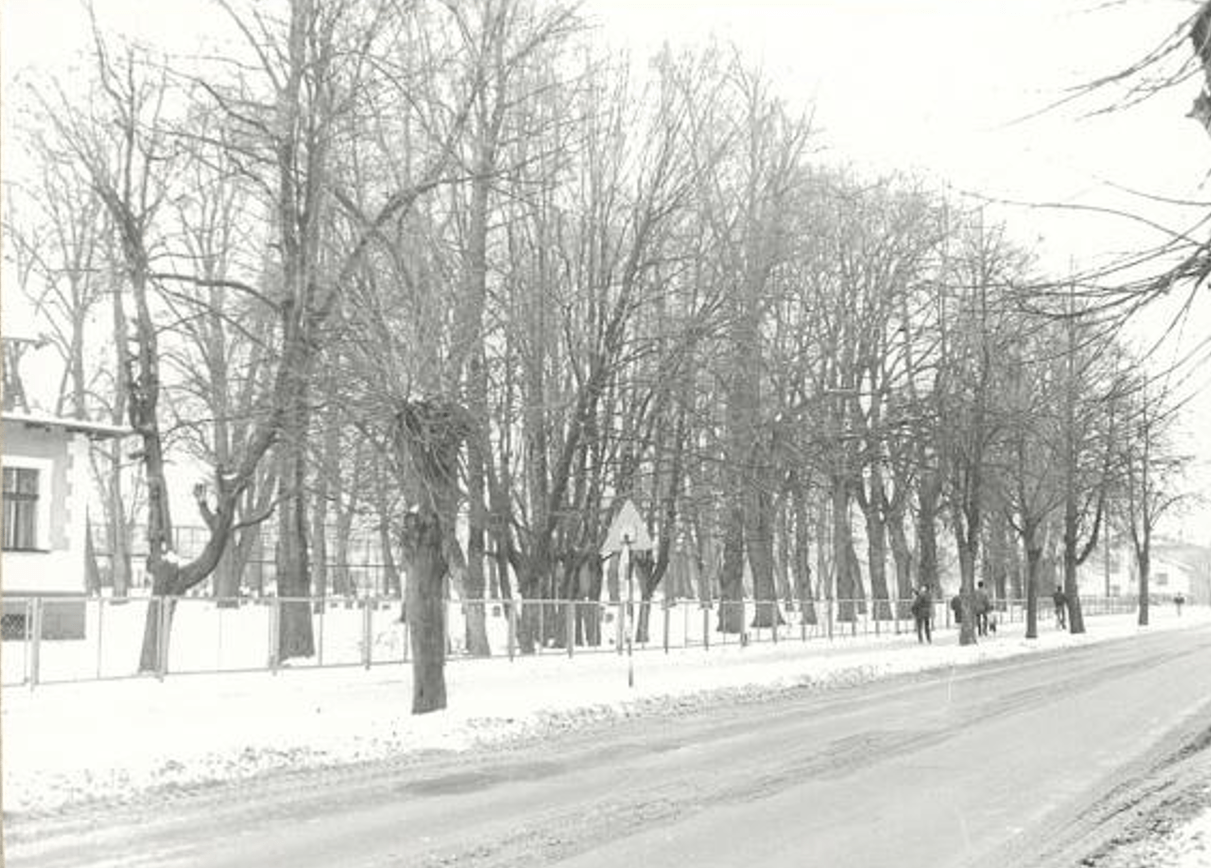
Park porastający cmentarz, 1993

W XIX wieku Braniewo przeżywało okres rozkwitu. Postęp techniczny (doprowadzenie kolei, gazyfikacja miasta) implikował wzrost uprzemysłowienia i niemal skokowy wzrost ludności Braniewa (liczba mieszkańców wzrosła w XIX w. dwuipółkrotnie – z 5111 w 1802 do 12 497 w 1900). Dotychczasowy, założony jeszcze w średniowieczu, cmentarz św. Jana był zapełniony grobami, możliwe były na nim jedynie dochówki rodzinne do grobów już istniejących (Erbbegräbnis) lub też w miejsce zlikwidowanych.
Równocześnie w mieście wielką śmiertelność powodowała cholera, która w XIX w. występowała w latach 1831, 1848, 1852, 1963 i 1873. Powstała potrzeba utworzenia nowej nekropolii, toteż około połowy XIX w. założony został w mieście kolejny cmentarz – przy skrzyżowaniu ówczesnej Malzstraße (Sikorskiego) z drogą do Zawierza Zagerer Chaussee (Stefczyka). Współfundatorem cmentarza był ksiądz Anton Arendt, któremu jako kapelanowi chorych umierających na cholerę problem ten był szczególnie bliski. W 1886, gdy ksiądz Arendt zmarł, został również pochowany na cmentarzu św. Katarzyny – w okazałej kaplicy grobowej. Kaplica zbudowana została według ścisłych zaleceń Arendta, który polecił, aby go po śmierci zabalsamować i tak pochować, aby sam mógł wstać w przypadku letargu.
Niekorzystne warunki panujące na cmentarzu wskutek zalegających wód gruntowych wymusiły na początku XX w. utworzenie kolejnej nekropolii w mieście, którym był cmentarz św. Magdaleny na przedmieściu Koźlin. Wówczas zaczęto określać cmentarz św. Katarzyny jako „stary cmentarz” (alter Friedhof), a „nowym cmentarzem” (neuer Friedhof) był nazywany cmentarz św. Magdaleny.
Ostatnie pochówki na cmentarzu św. Katarzyny miały miejsce w 1945 roku, była to m.in. zbiorowa mogiła żołnierzy Wehrmachtu, którzy zginęli podczas pierwszego dnia bombardowania miasta – 5 lutego 1945 (mjr Kluth, szef obrony Braniewa, raportuje o liczbie 110–120 zabitych żołnierzy Wehrmachtu w tym dniu, których następnie pochowano na tym cmentarzu w zbiorowych mogiłach). W latach 50.–60. XX w. nieczynny cmentarz został zlikwidowany, a na tym terenie powstał park i boisko szkolne pobliskiego liceum ogólnokształcącego im. Feliksa Nowowiejskiego.
Do 1998 roku działka byłego cmentarza należała do Skarbu Państwa. W tym roku park i znajdujący się tam budynek został przekazany braniewskiemu starostwu. W 2017 teren byłego cmentarza został przejęty przez prywatnego właściciela, który wybudował tu kompleks kortów tenisowych, otwartych w 2018 roku. Po XIX-wiecznym cmentarzu nie zachował się żaden ślad ani pamiątka.
Cmentarz został wpisany pod numerem Z-79 do wojewódzkiej ewidencji zabytków z opisem: po wsch. stronie ul. Świerczewskiego (ulica z dniem 1 grudnia 1990 przemianowana została na ul. Sikorskiego), na południe od skrzyżowania z ul. Stefczyka, od wschodu park.

## Patronka cmentarza
Kult Świętej Katarzyny Aleksandryjskiej aktywnie propagowali w średniowieczu Krzyżacy we wszystkich czterech powstałych diecezjach na podbitych terenach pruskich. W owym czasie Katarzyna Aleksandryjska była najpopularniejszą po Najświętszej Marii Pannie patronką. Pierwsza wzmianka o św. Katarzynie w Braniewie, jako patronce świątyni, pochodzi z dokumentu lokacyjnego miasta z 1 kwietnia 1284 roku i odtąd pozostawała ona główną patronką największej świątyni w mieście (drugą patronką była św. Maria Magdalena). Jako że cmentarz został założony przy parafii św. Katarzyny, otrzymał taki sam patronat.